# CGI (film)
A CGI (ejtsd cégéi, angolul: szídzsíáj), teljes nevén Computer-Generated Imagery, magyarul „számítógépen létrehozott kép”, a film és egyéb vizuális média készítése során alkalmazott számítógépes grafika elterjedt elnevezése, amely általában 3D-s számítógépes grafikát takar. Használatos még a CG (Computer Graphics) rövidítés is, illetve digitális animáció (digital animation), komputer animáció (computer animation), digitális filmtrükk / effekt (digital (visual) effects) neveken is említik. CGI-t használnak filmekben, televíziós sorozatokban, tévéműsorokban, reklámokban és nyomtatott médiában is. A CGI-vel készült mozgóképet motion graphics néven is ismerik.
A videójátékok leggyakrabban real-time számítógépes grafikát (ritkán referálják CGI-ként) használnak, de esetenként tartalmaznak előrenderelt „vágott jeleneteket”, illetve intrófilmeket, melyek tipikusan CGI-alkalmazások. Ezekre FMV-ként utalnak (Full Motion Video).
Filmkészítés során filmtrükköt igénylő jelenetekhez azért használják egyre gyakrabban a digitális technikát, így a CGI nyújtotta lehetőségeket, mert sokszor magasabb minőséget eredményez, s jóval tudatosabban irányítható, mint más, inkább gyakorlati alapú módszerek, úgymint miniatűrök megalkotása, vagy statiszták alkalmazása tömegjelenetekhez, illetve mert olyan képek kidolgozására is alkalmas, melyeket semmilyen más technológiával nem lehetséges létrehozni. Továbbá lehetővé teszi egy művésznek, hogy színész, költséges díszletek vagy kellékek nélkül dolgozzon.
Az utóbbi időkben a CGI-szoftverek és a megemelkedett számítógép-sebességek elérhetővé tették az egyéni művészek és kisebb társaságok számára, hogy professzionális filmeket, játékokat, vagy művészeti alkotásokat készítsenek otthoni számítógépeiken. Mindez egy internetes szubkultúra kialakulását eredményezte, melynek megvannak a saját globális ünnepeltjei, bevett sablonjai és szakszavai.

## A CGI története

A mélység titka vízlénye nyitotta meg a CGI útját a vizuális effektusok világába

2D-s CGI-t elsőként az 1973-as Feltámad a vadnyugat című filmben használtak, míg a 3 dimenziós kép először a film folytatásában, a Futureworldben (1976) volt látható, ahol egy számítógép által generált kezet és arcot alkotott Edwin Catmull és Fred Parke, akik akkoriban a University of Utah-n diplomáztak. A második film, amelyikben ezt a technológiát alkalmazták, a Csillagok háborúja (1977) volt, ahol a Halálcsillag modellje készült ezzel a technikával. Az első két film, melyben komolyabb szerephez jutott a CGI, a Tron (1982) és Az utolsó csillagharcos (1984) voltak, ám e két film pénzügyi kudarcnak bizonyult, ami arra késztette a legtöbb rendezőt, hogy mellőzzék a CGI-t, s helyette olyan képeket alkalmazzanak, amik csak azt a látszatot keltik, mintha számítógép alkotta volna őket. Az első igazi CGI-szereplőt a Pixar későbbi megalapítója, John Lasseter alkotta meg a Sherlock Holmes és a félelem piramisa (1985) című filmhez (nem számítva az egyszerű poliéder szereplőt, Bitet a Tronból); ez a karakter egy festett üvegablakból összeállt lovag formájában jelent meg a vásznon.
Fotorealisztikus CGI egészen 1989-ig nem jelent meg a filmiparban, amikor is az Industrial Light & Magic (ILM) alkalmazta ezt az eljárást A mélység titka című filmben az egyik jelenetben látható tengermélyi teremtmény, az úgynevezett „vízlény” képi megjelenítéséhez, amellyel elnyerte a legjobb vizuális effektekért járó Oscar-szobrot. Ezt követően a CGI a Terminátor 2: Az ítélet napjában (1991) kapott központi szerepet, ahol a T-1000-es terminátor folyékony fém-mivoltával és alakváltó effektusaival kápráztatta el a közönséget, melyek szerves részét alkották a film akciójeleneteinek. A Terminátor 2 szintén meghozta az ILM-nek az Oscar-díjat a különleges hatásokért. A két utóbbi filmet James Cameron rendezte.
Mégis az 1993-as Jurassic Park dinoszauruszainak tökéletesen életszerű megjelenése, amely teljes természetességgel ötvözte a CGI-t és a live-actiont, hozta meg a filmipar forradalmát. Ehhez az időponthoz köthető Hollywood áttérése a stop-motion animációról és hagyományos optikai effektusokról a digitális technikákra.
A következő évben a CGI-t hasznosították a Forrest Gump különleges effektusainak megalkotására. A leginkább emlékezetes trükk a filmben Gary Sinise színész lábainak digitális módon történő eltávolítása volt, továbbá a napalmtámadás valamint a gyorsan mozgó pingponglabdák és a madártoll a nyitójelenetben.
A kétdimenziós CGI használata folyamatosan nőtt a hagyományos animációs filmek készítésénél, ahol a kézzel rajzolt celluloid technikát egészítették ki vele. Széles skálán mozgott az alkalmazása a két képkocka közti átmenet előállítására használt animációktól egészen a szemkápráztató 3D-s effektekig, mint amilyen például a Szépség és a szörnyeteg báltermi jelenete.
1995-ben, az első teljes egészében számítógép alkotta mozifilm, a Pixar cég és a Walt Disney Company produkciója, a Toy Story – Játékháború zajos sikert ért el. További animációs cégek jöttek létre mint például a Blue Sky Studios (20th Century Fox), a DNA Productions (Paramount Pictures és Warner Bros.), az Onation Studios (Paramount Pictures), a Sony Pictures Animation (Columbia Pictures), a Vanguard Animation (Walt Disney Pictures, Lions Gate Films és 20th Century Fox), a Big Idea Productions (Universal Pictures és FHE Pictures) és a Pacific Data Images (DreamWorks), illetve már létezők (Walt Disney Pictures) tértek át a tradicionális animációról a CGI-re.
1995 és 2005 között a széles körben vetített filmek effektköltségeinek átlaga 5 millió dollárról 40 millió dollárra ugrott. Egy stúdióvezető elmondása szerint 2005-ben több mint a filmek felénél alkalmaztak jelentősebb számítógépes effekteket.
A 2000-es évek elején a számítógép generálta ábrázolás vált az uralkodó effektussá. A technológia olyan pontra ért el, hogy lehetővé vált a virtuális kaszkadőrök alkalmazása, amik már-már megkülönböztethetetlenek a helyettesített színészektől.
A virtuális tárgyak élőképbe illesztését segítő szoftverek olyan kifinomultak lettek, hogy lehetővé váltak az olyan összetett vizuális effektusok, amelyek korábban elképzelhetetlenek voltak. Számítógép alkotta statisztákat is kiterjedten alkalmaztak tömegjeleneteknél a továbbfejlesztett csoport- és tömegszimulációs szoftverrel.
A CGI-t a filmekben általában 1,4-6 megapixellel renderelik. A Toy Story – Játékháborút például 1536 × 922 pixellel renderelték (1,42 MP). Egy képkocka renderelése jellemzően 2-3 óra körüli időt vesz igénybe, a legbonyolultabb jeleneteknél ennek tízszerese is előfordulhat. Ez nem sokat változott az utóbbi évtizedben, mert a képminőség azonos szinten halad előre a hardverfejlődéssel, mivel gyorsabb gépekkel egyre összetettebb megvalósítás válik lehetővé. A GPU feldolgozási erejének exponenciális növekedése, illetve a CPU erejének, tárolási kapacitásának és memóriája sebességének és méretének jelentős emelkedése rendkívül kiszélesítette a CGI lehetőségeit.
2001-ben a Square Pictures megalkotta a Final Fantasy – A harc szelleme című CGI-filmet, ami magas szinten részletezett és fényképminőségű grafikát vonultatott fel. A Sony Pictures által forgalmazott film kudarcot vallott a mozipénztáraknál. Egyes kommentárok úgy vélték, ennek oka részben a főszereplő karakterek arcvonásai, ami közel esik az úgynevezett Uncanny Valley-hipotézishez, mely robotok és más nem emberi lények emberi érzelmekkel való felruházásával foglalkozik. Miután elkészítettek még egy hasonló vizuális stílussal operáló filmet (Az Osiris utolsó útja, a Mátrix – Újratöltve prológusaként szolgáló rövidfilm), a Square Pictures bezárta kapuit. Azonban az újonnan egyesült SquareEnixként 2006 őszén bemutatták a teljesen CGI-vel készített Final Fantasy VII: Advent Children című filmet, melyet áttörésnek kiáltottak ki a CGI-használat terén.
A CGI-technológiákban véghezvitt fejlődésekről minden évben beszámolót tartanak a SIGGRAPHon, a számítógépes grafika és interaktív technikák éves konferenciáján, melyen tízezrek jelennek meg.
A számítógépes játékok és 3D-s videókártyák fejlesztői igyekeznek elérni ugyanazt a vizuális minőséget személyi számítógépeken valós időben, melyet a CGI-filmeknél és -animációnál használnak. A valós idejű renderelés minőségének gyors előrehaladásával a művészek elkezdték alkalmazni a videójátékok szoftverének magját alkotó "játékmotor"-t a nem interaktív filmek renderelésére. Ezen művészeti formát machinimának nevezik.

## Szereplők és tárgyak megalkotása a számítógép virtuális terében

Gollam élethű karaktere A Gyűrűk Ura-trilógiából teljes egészében CGI-jal készült, motion capture segítségével

A 3D-s számítógépes animáció főbb alkotói munkafolyamatait tekintve a vizuális művészeti ágak (így a festészet, szobrászat, fotográfia, filmkészítés) ötvözetének tekinthető. Az első ilyen munkafolyamat a modellezés, ami a szobrászathoz hasonlítható. Technikailag a 3D-s modellek geometriai pontokból (vertex), felületelemekből (face) és szélekből (edge) állnak, így értelmezi és tárolja a számítógép a térbeli alakzatokat a háromdimenziós koordináta-rendszerben. Napjainkban egyre több olyan modellező szoftvert használnak az alkotók, melyekben a modellezés folyamata már inkább hasonlít a kézi gyurmázáshoz és szobrászkodáshoz, mindezt úgy, hogy az alkotó a kezével nem érintheti meg a formázandó tárgyat, hisz az valójában nem kézzel fogható anyag, csak a számítógép virtuális terében létező alakzat. Az alkotó a számítógép szokásos (egér, billentyűzet) vagy speciális (rajztábla, elektronikus toll, téregér) beviteli eszközeivel manipulálhatja azt, kizárólag vizuális érzékére hagyatkozva. Ahol adott a technikai háttér, sokan még manapság is klasszikus eszközökkel, nem számítógépen alakítják ki a modell formáját, amit aztán egy speciális szkenner segítségével digitális formába öntenek.
A megmozgatni (animálni) kívánt modellhez a topológiája alapján egy csont/ízület-rendszert kreálnak. Az úgynevezett "rigging" eljárás során a virtuális marionett különböző irányítókat kap, azt az animátor így manipulálni tudja. A Toy Story "Woody" nevű szereplőjéhez például 700 specializált animációs irányítót használtak. A King Kong 2005-ös remake-jénél Andy Serkis színész segítette a szakembereket a gorilla mozgásának hajszálpontos, precíz lokalizálására a testére helyezett speciális szenzorokkal, amik arckifejezéseit is rögzítették, hogy életszerű mozgást kölcsönözzenek a teremtménynek.

## Digitális fényelés[1]
A digitális fényelés a kortárs filmkészítés eszköztárának egyik legújabb vívmánya. Ez a film utómunkálatai során egy olyan, a hagyományos labormunkát részben kiváltó folyamat, melynek során az eredeti kép egészén vagy egyes részein színkorrekciót hajtanak végre egy speciális digitális rendszeren. Például egy részlet, ami túl sötét volt az eredeti felvételen, ezen eljárással kivilágosítható és kihangsúlyozható.
Például, a Star Trek: Kapcsolatfelvételben Picard arcának kékítéséhez, mikor Borggá asszimilálódik, digitális fényelést alkalmaztak, csakúgy, mint A Gyűrűk Ura: A Gyűrű Szövetségének azon jelenetéhez, mikor Boromir haldoklik: folyamatosan vonták ki a színt Sean Bean arcából.
Ugyanakkor nem csak az eredeti felvétel utólagos korrigálására használják a digitális fényelést, hanem mint művészi kifejezés egyik eszköze is megállja a helyét. Egyes filmek képi világának meghatározó elemei a színek egyedi felhasználása, az egész filmre jellemző hangulatteremtő színvilág. Egyes rendezők stílusjegyei így is megmutatkoznak alkotásaikban, elég csak Jean-Pierre Jeunet narancssárgás-zöldes tónusvilágú filmjeire gondolnunk. Olyan filmek is készültek az utóbbi időben, melyekben pont a színek digitális eltüntetése, tompítása vagy szélsőséges, már a hagyományos filmképre alig hasonlító árnyalatvilág tette felejthetetlenné a film képsorait. Legjobb példa erre a Frank Miller képregényeinek filmadaptációi (Sin City, 300).
Bár általában a hollywoodi filmkészítők használják fel alkotásaikban először a filmtechnika nyújtotta új lehetőségeket, hazánk e téren nincs lemaradva. Már több magyar filmben is láthattak a nézők a digitális fényelés eszköztárával módosított képsorokat, így például a Friss levegő és a Madárszabadító, felhő, szél című filmeket teljes egészében digitálisan fényelték. A másik magyar vonatkozású érdekesség, hogy a hollywoodi filmkészítők legkedveltebb digitális fényelőrendszere magyar fejlesztésű, a legkomolyabb filmes utómunkastúdiókban és animációsfilm stúdiókban - ideértve a Pixart is - ezt használják a filmek végső kinézetének kialakításához.
A filmek ún. fényelése nem egy új, csak digitális eszközökkel megvalósítható folyamat, a filmkészítéssel gyakorlatilag egyidős. Angolul eredetileg colour timing-nak nevezték a folyamatot, mivel a leforgatott film előhívási folyamata közben utólag lehet az expozíciót befolyásolni az előhívási idő, illetve egyéb, a végső filmanyag expozícióját befolyásoló fotokémiai folyamatok időintervallumainak módosításával – persze korlátozottabban, mint a felvétel közben (használatos még a color grading kifejezés). Bonyolultabb fotokémiai módszerekkel el lehet-lehetett érni olyan változást is a képen, amely csak a kép egy részét vagy csak bizonyos színeit befolyásolta, hasonlóan a digitális módszerhez. Azonban csak a digitális eszközök megjelenésével kaptak szinte teljes szabadságot a filmalkotók filmjeik végső képi világának kialakításában. A másik előremutató tulajdonsága a digitális fényelésnek a hagyományossal szemben az, hogy a filmkészítők valós időben, kalibrált monitoron vagy digitális vetítő segítségével közvetlenül mozivásznon láthatják a színhelyes képet, ahogyan az a nézők elé fog kerülni vetítéskor.